# Villar de Sapos (Allande)
Villar de Sapos, o Viḷḷar de Sapos en asturià, és una parròquia i un llogaret del conceyu asturià d'Allande. Té una superfície de 2,42 km² i una població de 24 habitants (INE Arxivat 2016-03-03 a Wayback Machine., 2011) repartides en els 3 nuclis que la formen.
El nucli de Villar de Sapos se situa a 560 msnm al marge esquerre del riu Arganza, en el vessant sud de la serra La Pila. Es troba a uns 18 km de Pola de Allande. La seua església parroquial, dedicada a Jaume el Major (Santiago), té al seu interior un retaule barroc amb una imatge d'un Santiago Matamoros i una altra del Crist crucificat.
El seu codi postal és el 33890.

## Entitats de població
- Almoño
- Selce
- Villar de Sapos